# Когут Микола Володимирович
Микола Володимирович Когут (нар. 31 серпня 1998, Тернопільського району, Тернопільська область, Україна) — український футболіст, півзахисник.

## Життєпис
Народився в Зборівському районі (Тернопільська область), вихованець ДЮСШ міста Зборів, у складі якої виступав у юнацьких турнірах чемпіонату Тернопільської області. У ДЮФЛУ грав за «Тернопіль», а також за золочівський «Сокіл» в юнацькому чемпіонаті Львівської області з футболу.
Дорослу футбольну кар'єру розпочав 2015 року в «Золочеві», який виступав у чемпіонаті Тернопільської області. Потім грав за «Ниву» (Бережани). З 2016 по 2017 рік захищав кольори чортківського «Кристалу» в чемпіонаті Тернопільської області та аматорському чемпіонаті України.
Взимку 2018 року перебрався в «Агробізнес». У футболці волочиського клубу дебютував 31 березня 2018 року в переможному (2:1) домашньому поєдинку 20-го туру групи «А» Другої ліги України проти вінницької «Ниви». Микола вийшов на поле на 57-ій хвилині, замінивши Івана Когута. Дебютним голом у дорослому футболі відзначився 21 квітня 2018 року на 12-ій хвилині переможного (5:0) виїзного поєдинку 23-го туру групи «А» Другій лізі України проти «Арсеналу-Київщини». Когут вийшов на поле на 71-ій хвилині, замінивши Андрія Дубчака. У сезоні 2017/18 років допоміг команді стати переможцем Другої ліги. У Першій лізі України дебютував 18 серпня 2018 року в програному (0:1) домашньому поєдинку 5-го туру проти «Дніпра-1». Когут вийшов на поле на 75-ій хвилині, замінивши Андрія Скакуна. Дебютним голом у Першій лізі відзначився 27 липня 2019 року на 11-ій хвилині нічийного (2:2) домашнього поєдинку 1-го туру проти «Кременя». Микола вийшов на поле на 66-ій хвилині, замінивши Богдана Іванченка.

## Особисте життя
Брат, Іван, також професіональний футболіст, разом з братом виступає у волочиському «Агробізнесі».